# Marcelino de Aragón-Azlor y Fernández de Córdoba
Marcelino de Aragón-Azlor y Fernández de Córdoba (Madrid, 1815-Madrid, 1888), conocido también por su título de duque de Villahermosa, fue un político, escritor y académico español.

## Biografía
Nacido en Madrid el 7 de julio de 1815, fue el decimocuarto duque de Villahermosa, además de conde-duque de Luna. Según Marcelino Menéndez y Pelayo, a pesar de su lugar de nacimiento se consideraba aragonés. Estudió en París entre 1825 y 1827, cuando su padre ejercía allí como embajador. De vuelta a Madrid ingresó en el Real Seminario de Nobles de los jesuitas. Cerrado el seminario en 1833, pasó largas temporadas en Valencia y Valladolid, durante la primera guerra carlista. Escribió algunas composiciones románticas para la revista El Artista.
En marzo de 1841 contrajo matrimonio en Toulouse con María Josefa de Idiáquez, hija de los duques de Granada de Ega, con la que tuvo un hijo, fallecido tempranamente, y una hija, María del Carmen Aragón y Azlor, heredera de su título. En su faceta como político fue diputado y senador, por derecho propio desde 1853, tras heredar su título de duque. Falleció en Madrid el 14 de noviembre de 1888 y su cuerpo fue trasladado a Pedrola, donde se le enterró en un pabellón familiar. Fue miembro de la Real Academia Española, además de autor de una traducción de las Geórgicas (1881). También tradujo a Ovidio.